# 愛人同志 (羅大佑專輯)
《愛人同志》是台灣歌手羅大佑發出的第四張專輯，在這之前羅大佑曾經長達四年未曾出過唱片，作品中收錄了許多膾炙人口的歌曲，分別有臺灣發行的原專輯（1988年）以及香港大中華版（1989年）。
收錄的歌曲之中，〈暗戀〉是電影《神形太保》（劉德華主演）的主題曲；〈戀曲1990〉是電影《阿郎的故事》（周潤發主演）國語版主題曲（粵語版主題曲〈阿郎戀曲〉由許冠傑主唱）；〈愛人同志〉、〈黃色臉孔〉是電影《棋王》（梁家輝主演）的主題曲；〈不變的結局〉為《棋王》插曲；〈你的樣子〉是《阿郎的故事》國語版片尾曲（粵語版片尾曲〈也許不易〉由李健達主唱）。

## 曲目
臺灣版（1988年12月9日）
1. 暗戀
2. 戀曲1990
3. 愛人同志
4. 你的樣子
5. 夢
6. 黃色臉孔
7. 京城夜
8. 明天的太陽
9. 遊戲規則
10. 不變的結局

香港版（1989年7月28日）
1. 爱人同志
2. 京城夜
3. 侏儒之歌
4. 黄色脸孔
5. 不变的结局
6. 恋曲1990
7. 暗恋
8. 你的样子
9. 游戏规则
10. 梦